# Gunlauken

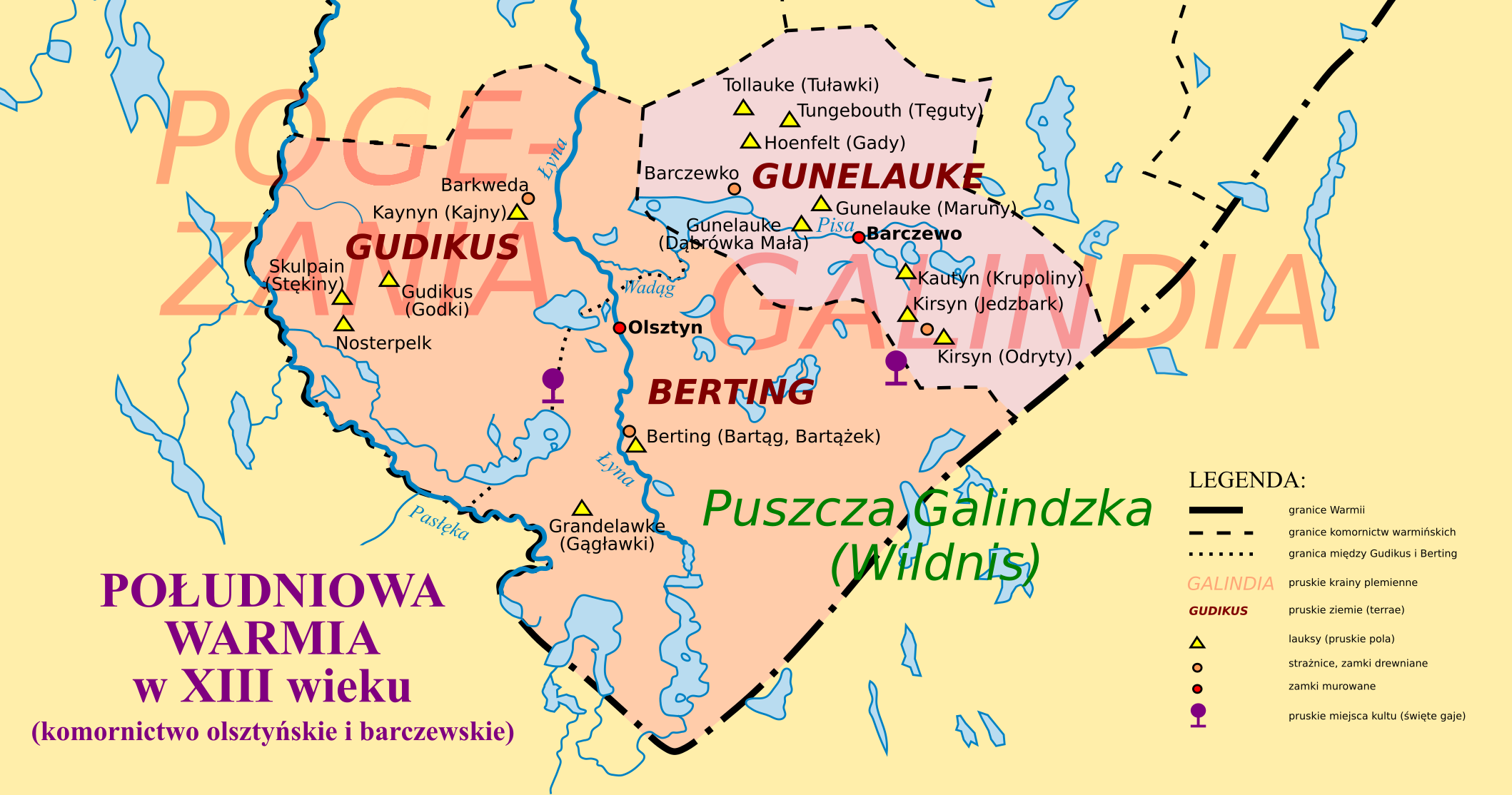
Pruskie związki terytorialno-osadnicze na terenie południowej Warmii

Gunlauken lub Gunelauke (terra Gunlauken) – terytorium Galindii, które weszło w skład południowej Warmii. Występuje w dokumentach między 1349 a 1379 rokiem, a później tożsame jest z komornictwem wartemborskim (barczewskim).

## Terytorium
Gunlauken sąsiadowało na zachodzie z ziemią Bertingen, a na północy z Barcją. Na wschodzie ciągnęły się ziemie Galindii, a na południu Puszcza Galindzka. Terytorium to rozciągało się od rzeki Pisy pod Wartenborkiem, na północ i północny wschód sięgając do Barcji, a na zachód do Łyny.
Na terenie ziemi Gunlauken znane były lauksy (pruskie pola):
- Gunlauken/Gunelauke – Dąbrówka Mała i być może Maruny
- Tollauke – Tuławki
- Tungebouth – Tęguty
- Hoenfeld – Gady
- Kautyn – Krupoliny
- Kirsyn (Hirsberg) – Jedzbark i Odryty

Na pograniczu ziem Gunlauken i Bertingen, pomiędzy dzisiejszymi wsiami Mokiny i Skajboty, znajdowało się pruskie centrum kultowe ze świętym gajem.

## Historia
Od roku 1230 do 1283 zakon krzyżacki dokonał podboju całości ziem Prusów i Jaćwingów, jednak pod koniec XIII wieku Galindia była już niemal całkowicie wyludnioną krainą, co należy przypisać najazdom polskim, litewskim lub jaćwieskim.. Nowe osadnictwo w południowych Prusach było utrudnione przez najazdy Litwinów. W roku 1325 warmiński wójt krajowy Fryderyk von Liebenzell założył w ziemi Gunlauken pierwszą strażnicę o nazwie Wartenberg (dziś Barczewko), pod osłoną której rozpoczęto akcję osadniczą. Około 1346 Barczewko zostało siedzibą komornictwa podlegającego biskupom warmińskim. Jednak – jak podaje Kronika Wiganda –  w roku 1354 Litwini pod wodzą Kiejstuta i Olgierda zdobyli i zniszczyli zameczek w Barczewku („Wartenberg in terram Gunelauken”), wybijając całą jego załogę oraz pustosząc ziemię Gunlauken. Podjęto decyzję, by odbudować zamek i założyć miasto w nowym miejscu o lepszym położeniu. 4 lipca 1364 z polecenia biskupa warmińskiego Jana Stryprocka założone zostało miasto Wartenburg, czyli Barczewo. Komornictwo barczewskie w zasadniczych granicach pokryło się z ziemią Gunlauken. Ostatnia wzmianka o tym terytorium pojawia się w 1379 roku.